# Alianças políticas em Portugal
As alianças políticas em Portugal reúnem partidos políticos a nível nacional e regional.
Apesar das coligações governamentais não serem muito frequentes, foram até hoje vários os acordos de governo feitos em Portugal.

## Tipologias

### Aliança Democrática

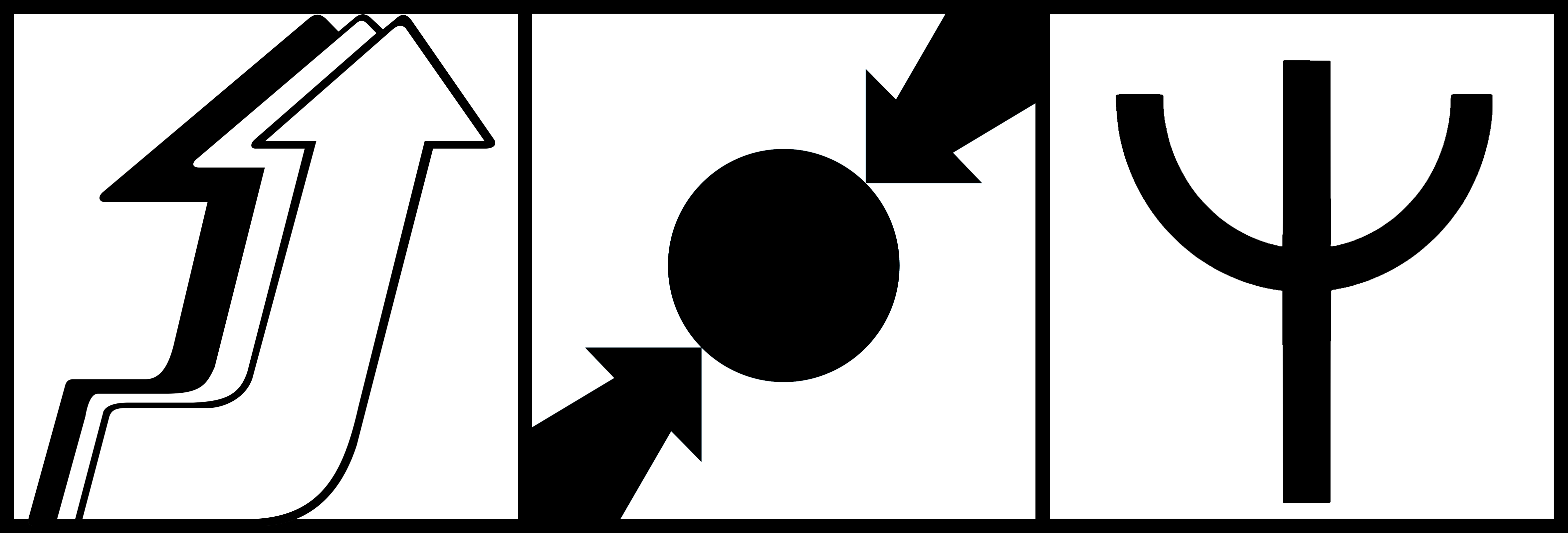
Símbolo eleitoral da Aliança Democrática (1979-1983)

A Aliança Democrática (AD) é uma aliança política de centro-direita a direita que reúna o Partido Social-Democrata (PSD), o Centro Democrático Social (CDS) e pelo Partido Popular Monárquico (PPM), podendo esta designação ser alargada ao Partido da Terra (MPT).
Até hoje, três governos a nível nacional com esta solução, presididas pelos sociais-democratas Francisco Sá Carneiro (VI - 1980) e Francisco Pinto Balsemão (VII e VII - 1981-1983). A solução governativa atualmente em vigor nos Açores também pode designada como um governo AD, com o apoio parlamentar do Chega (CH) e da Iniciativa Liberal (IL).

### Bloco Central
O Bloco Central é uma aliança política que reúna os dois principais partidos políticos do país desde o início da Terceira República, ou seja, o Partido Socialista (PS) e o Partido Social-Democrata (PSD).
Até hoje, apenas houve um governo a nível nacional com esta solução, o IX Governo Constitucional (1983-1985), tendo como primeiro-ministro o socialista Mário Soares e o social-democrata Carlos Mota Pinto como vice-primeiro-ministro. Terminou o seu mandato a 6 de novembro de 1985, devido à eleição de Aníbal Cavaco Silva em maio como Presidente do PSD, que pôs fim ao acordo de governo.

### Coligação PSD/CDS
Uma Coligação PSD/CDS é uma aliança política que reúna os dois principais partidos políticos de centro-direita do país desde o início da Terceira República, ou seja, o Partido Social-Democrata (PSD) e o CDS - Partido Popular.
Por várias ocasiões, esta solução foi aplicada, mais recentemente com o XX Governo Constitucional (2015), com o social-democrata Pedro Passos Coelho como primeiro-ministro e o democrata-cristão Paulo Portas como vice-primeiro-ministro. A atual solução governativa na Madeira também adota estes moldes, com o social-democrata Miguel Albuquerque como Presidente do Governo Regional e o democrata-cristão Rui Barreto como Secretário Regional da Economia. No entanto, é mais frequente durante as eleições autárquicas, em que os dois partidos concorrem várias vezes em coligação.

### Geringonça
A Geringonça é uma aliança política que reúna os principais partido da esquerda do país, ou seja, o Partido Socialista (PS), o Bloco de Esquerda (B.E.), o Partido Comunista Português (PCP) e o Partido Ecologista Os Verdes (PEV).
A designação foi dada ao XXI Governo Constitucional (2015-2019), pelo ex-vice-primeiro-ministro Paulo Portas, parafraseando um artigo de Vasco Pulido Valente no jornal Público, devido à novidade da solução governativa, liderada pelo Partido Socialista, com o apoio parlamentar do Bloco de Esquerda, do Partido Comunista Português e do Partido Ecologista Os Verdes.